# Can Julià (Matajudaica)
Can Julià és un edifici situat al Carrer Major del poble de Matajudaica. La casa consta de dues plantes (planta baixa i primer pis). Els materials utilitzats per la construcció d'aquesta són els que s'utilitzaven normalment en el temps en què va ser construït, al segle xvii, i que son propis de la zona, pedra i morter de calç, l'estructura portant. I la coberta que és a dues aigües està feta amb teula àrab. El sostre de la planta baixa està realitzat amb voltes, mentre que el de la coberta està solucionat amb cairats de fusta. Aquest edifici està en procés de restauració, on la coberta s'ha canviat tota i la façana s'ha polit. Ara serveix com a segona residència d'algun estiuejant.